# Pasi Sormunen
Pasi Martti Sormunen (* 8. März 1970 in Kauniainen) ist ein ehemaliger finnischer Eishockeyspieler, der in seiner aktiven Zeit von 1990 bis 2002 unter anderem für den Frölunda HC in der schwedischen Elitserien und die Nürnberg Ice Tigers in der Deutschen Eishockey Liga gespielt hat.   

## Karriere
Pasi Sormunen begann seine Karriere als Eishockeyspieler bei Karhu-Kissat Helsinki, für das er in der Saison 1990/91 sein Debüt in der I divisioona gab. In den folgenden drei Jahren spielte er für den Helsingfors IFK in der SM-liiga, sowie gelegentlich weiterhin für Karhu-Kissat. Vor der Saison 1994/95 wurde der Verteidiger von Jokerit verpflichtet, mit dem er anschließend 1994/95 und 1995/96 jeweils den Europapokal, sowie 1996 und 1997 die Finnische Meisterschaft gewann. Zudem erreichte der Rechtsschütze 1995 mit Jokerit das SM-liiga-Finale, in dem das Team TPS Turku unterlag. 
Nach vier Jahren verließ Sormunen 1998 Jokerit und spielte in den folgenden beiden Spielzeiten für deren Ligarivalen Espoo Blues, sowie die Nürnberg Ice Tigers aus der Deutschen Eishockey Liga. Seine Laufbahn beendete der Olympiateilnehmer von 1994 im europäischen Ausland, wo er in der Saison 2000/01 für den EHC Chur in der Schweizer Nationalliga A, sowie Västra Frölunda in der schwedischen Elitserien auf dem Eis stand. 

### International
Für Finnland nahm Sormunen an den Olympischen Winterspielen 1994 in Lillehammer teil, bei denen er mit seiner Mannschaft die Bronzemedaille gewann.

## Erfolge und Auszeichnungen
| - 1992 SM-liiga All-Rookie Team - 1994 Europapokal-Gewinn mit Jokerit - 1995 Finnischer Vizemeister mit Jokerit - 1995 Europapokal-Gewinn mit Jokerit | - 1996 Finnischer Meister mit Jokerit - 1997 Finnischer Meister mit Jokerit - 1998 Beste Plus/Minus-Bilanz in den SM-liiga Playoffs |

### International
- 1994 Bronzemedaille bei den Olympischen Winterspielen